# يوهان هينريتش لويس كروغر
يوهان هينريتش لويس كروغر (بالألمانية: Louis Krüger)‏ هو جيوديسي ورياضياتي ألماني، ولد في 21 سبتمبر 1857 في إلتسه في ألمانيا، وتوفي بنفس المكان في 1 يونيو 1923.